# Тюрст
Тюрст (нем. Türst, Thürst) — персонаж швейцарского, главным образом люцернского фольклора, восходящий еще к языческим временам. Его называют «дикий охотник» (Der wilde Jäger). Вместе со своей невидимой свитой он носится над лесами, полями и деревнями в бурные ночи, особенно в ветреную дождливую погоду, с большим шумом и криками «Tри шага в сторону!». Тот, кто не посторонится, будет утащен свитой Тюрста и будет без сна и отдыха носится вместе с ней. Шум охоты пугает скот, и услышавшие ее коровы могут от испуга перестать давать молоко.
Существуют версии, отождествляющие Тюрста с Тором или с Вотаном, который в немецком фольклоре также возглавляет Дикую охоту.
Существует множество вариаций легенд о Тюрсте, называющих разные излюбленные места охоты Тюрста, время, когда он чаще всего появляется, и детали о его свите — например, рассказы о трехногих собаках, у вожака которых выбит один глаз, о том, что свидетели дикойохоты, не отошедшие в сторону, сами превращаются в собак.
Говорят, что на зиму в стойле нужно оставлять открытым окно, чтобы Тюрст мог беспрепятственно охотится сквозь стойло.
В некоторых сказаниях ведьма Стрэггеле, похищающая детей перед Рождеством, фигурирует в свите Тюрста как его служанка или жена.
Сюжет о Тюрсте входит в «Немецкие легенды» братьев Гримм под номером 269.